# Frédéric Pluquet
Frédéric Pluquet   (* 19. September 1781 in Bayeux; † 3. September 1831 ebenda) war ein französischer Historiker, Romanist und Mediävist.

## Leben und Werk
Pluquet war Apotheker in Bayeux und vier Jahre lang Buchhändler in Paris. Er wurde in Bayeux Vorsitzender des Handelsgerichts. Seine chemische, historische und philologische Gelehrsamkeit verschaffte ihm Zutritt zu mehreren normannischen wissenschaftlichen Gesellschaften und Akademien. 

Romanistisch bedeutsam war seine erstmalige Herausgabe eines Textes von Wace:
- Le Roman de Rou et des ducs de Normandie, par Robert Wace, poète normand du XIIe siècle, publié pour la première fois d’après les manuscrits de France et d’Angleterre, avec des notes pour servir à l’intelligence du texte, 2 Bde., Rouen 1827

## Weitere Werke
- (Hrsg.) Contes populaires, préjugés, patois, proverbes, noms de lieux de l’arrondissement de Bayeux, suivis d’un vocabulaire des mots rustiques et des noms de lieu les plus remarquables de ce pays, Rouen 1823, Marseille  1977
- Notice sur la vie et les écrits de Robert Wace, suivie de citations extraites de ses ouvrages, Rouen 1824
- Essai historique sur la ville de Bayeux et son arrondissement, Caen 1829,  Péronnas 1994